# Colomascirtus tigrinus
Espèce
Synonymes
- Hyloscirtus tigrinus Mueses-Cisneros and Anganoy-Criollo, 2008

Colomascirtus tigrinus est une espèce d'amphibiens de la famille des Hylidae.

## Répartition
Cette espèce se rencontre :
- en Équateur dans la province de Sucumbíos ;
- en Colombie dans les départements de Nariño, de Putumayo, de Huila et de Cauca.

## Publication originale
- Mueses-Cisneros & Angonoy-Criollo, 2008 : Una nueva especie del grupo Hyloscirtus larinopygion (Amphibia: Anura: Hylidae) del suroccidente de Colombia. Papéis Avulsos de Zoologia (São Paulo), vol. 48, no 15, p. 129-138 (texte intégral).